# ヘコヘコ

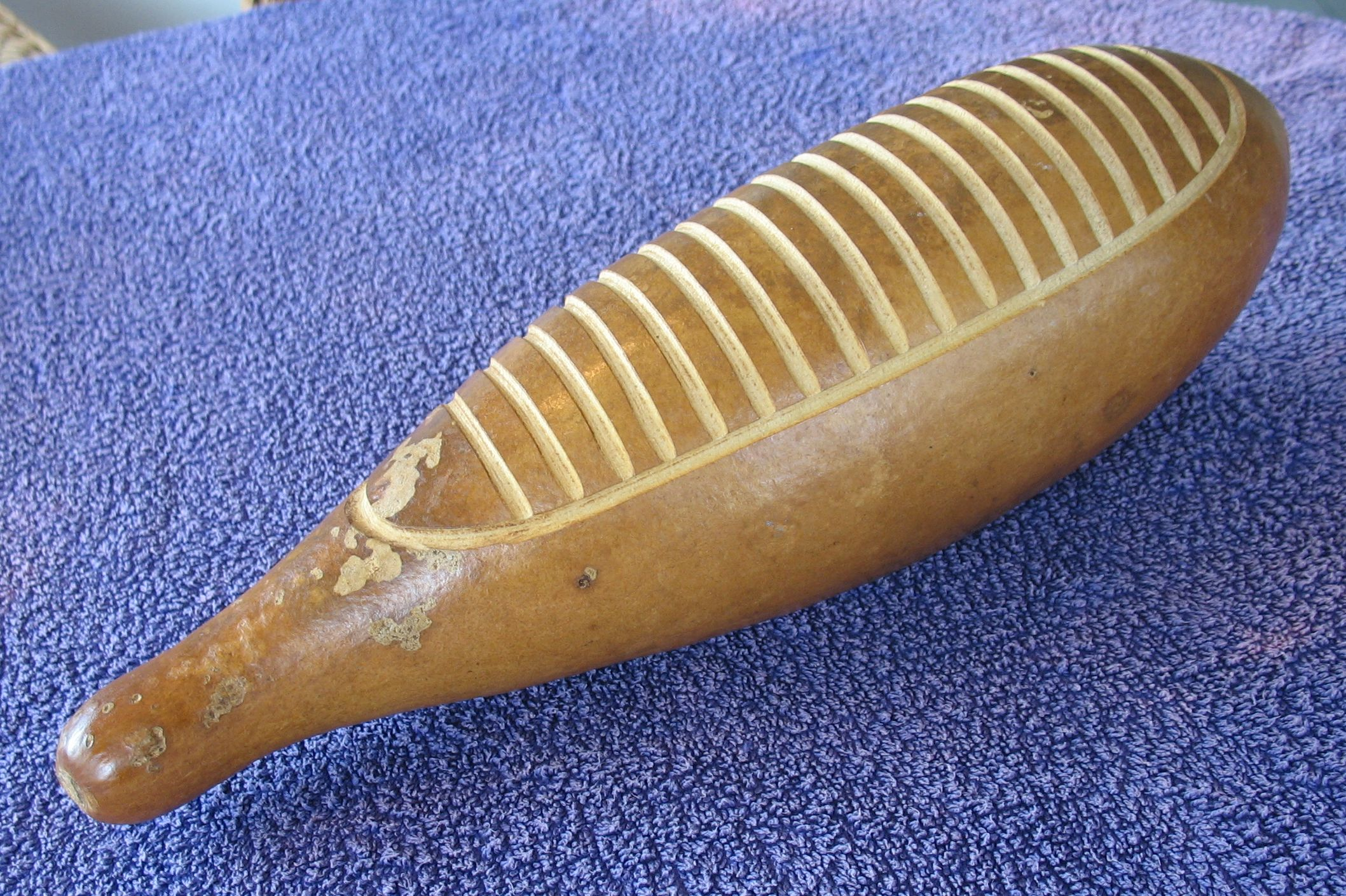
瓢箪製ヘコヘコ

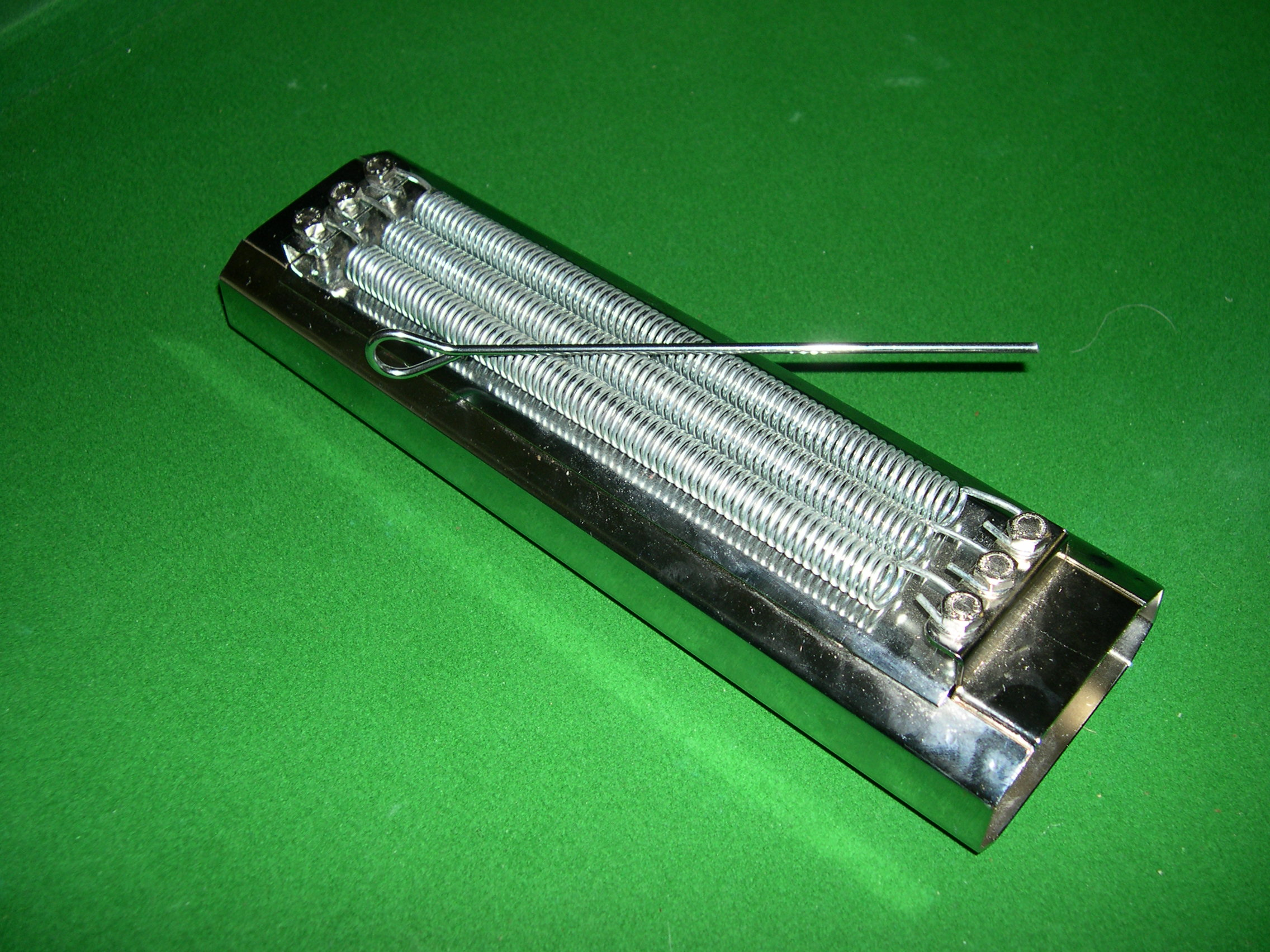
金属製ヘコヘコ

ヘコヘコ（Reco-reco）は、ブラジル音楽で用いられる体鳴楽器のひとつで、ギロと同等のものである。英語圏では表記どおりにレコレコとも呼ばれる。

## 形状・奏法
元は瓢箪や竹製だったが、最近はメタル胴にばねを張って、それをメタル棒などで擦って音を出すものが多い。スプリングを押さえたり離したりして演奏する。